# Mycetophila sublunata
Mycetophila sublunata är en tvåvingeart som beskrevs av Zaitzev 1998. Mycetophila sublunata ingår i släktet Mycetophila och familjen svampmyggor. Arten är reproducerande i Sverige. Inga underarter finns listade i Catalogue of Life.